# Дмитришин Ярослав Іванович
Ярослав Іванович Дмитри́шин (нар. 20 січня 1939, місто Ходорів, тепер Жидачівського району Львівської області) — український діяч, інженер, заступник начальника відділу технічного контролю Луцького державного підшипникового заводу № 28 Волинської області. Народний депутат України 1-го скликання.

## Біографія
Народився у родині службовців.
У 1956—1959 роках — студент Дрогобицького механічного технікуму Дрогобицької області.
У 1959 році — токар, налагоджувальник Львівського заводу автонавантажувачів.
У 1959—1962 роках — служба в Радянській армії.
У 1962—1968 роках — студент Львівського політехнічного інституту за спеціальністю фізика металів, присвоєна кваліфікація інженера-металурга.
У 1968—1980 роках — інженер, старший інженер Бурштинської ДРЕС Івано-Франківської області.
З 1980 року — заступник начальника відділу технічного контролю Луцького державного підшипникового заводу № 28 Волинської області.
Голова правління Луцького міського об'єднання та міського осередку Товариства української мови імені Тараса Шевченка.
Член Демократичної партії України (ДемПУ).
18.03.1990 року обраний народним депутатом України, 2-й тур 48,76 % голосів, 11 претендентів. Входив до Народної ради, фракція Народного руху України. Член Комісії ВР України з питань культури та духовного відродження.
Потім — на пенсії.